# Noiembrie 2017
Acest articol este generat integral pe baza informațiilor din articolul 2017 și este actualizat periodic de un robot.
 Editările făcute în articol vor fi șterse la următoarea actualizare! Dacă doriți să faceți modificări, editați articolul-sursă.

ianuarie -
februarie -
martie -
aprilie -
mai -
iunie -
iulie -
august -
septembrie -
octombrie -
noiembrie -
decembrie
Noiembrie 2017 a fost a unsprezecea lună a anului și a început într-o zi de miercuri.

## Evenimente

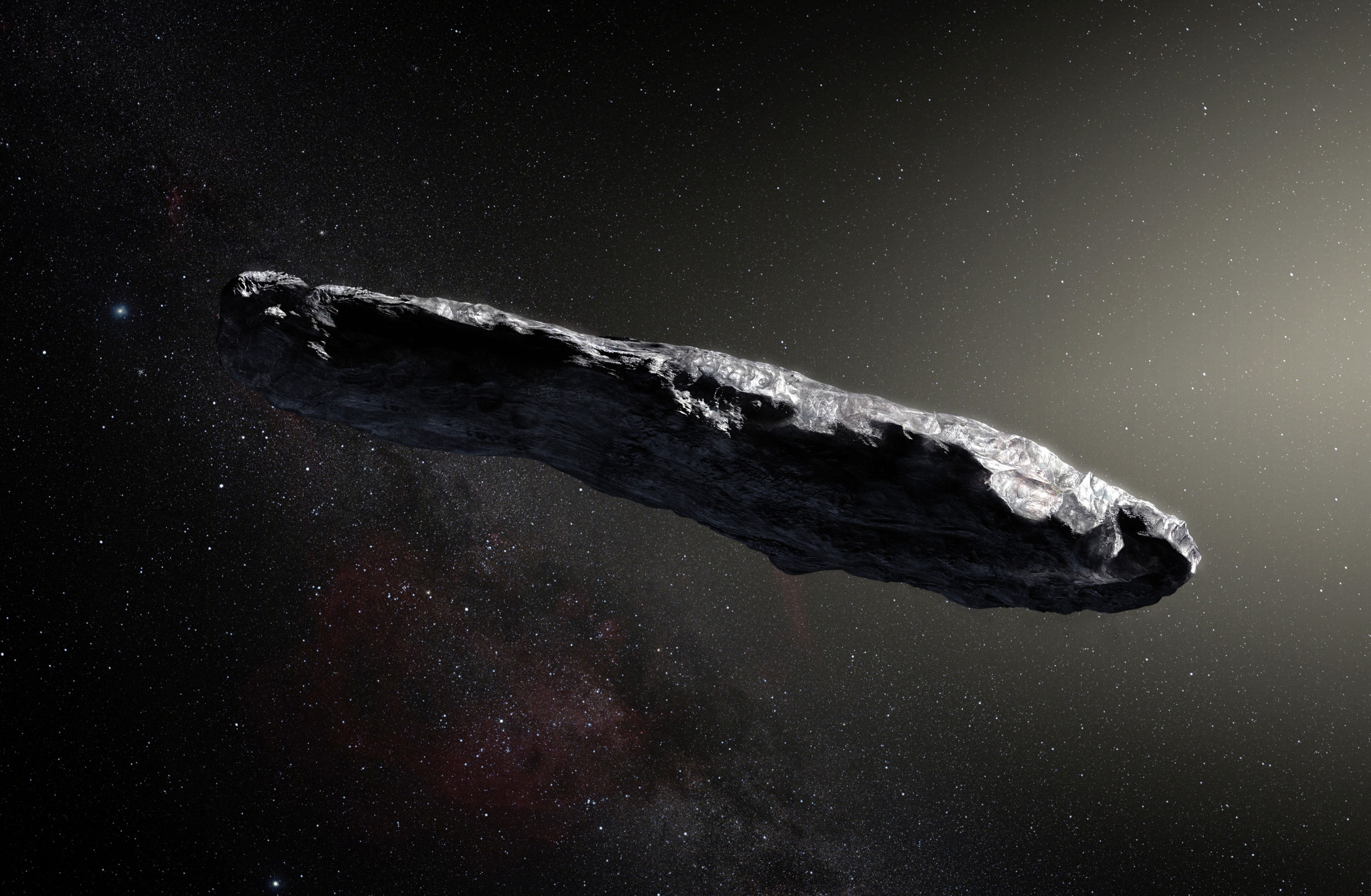
21 noiembrie: Se confirmă că asteroidul neobișnuit detectat la 19 octombrie provine dintr-un alt sistem solar. Asteroidul a fost numit ʻOumuamua (mesager în limba hawaiană) măsoară un diametru de 400 de metri și are forma unei țigări.
Imagine: ʻOumuamua - impresie artistică

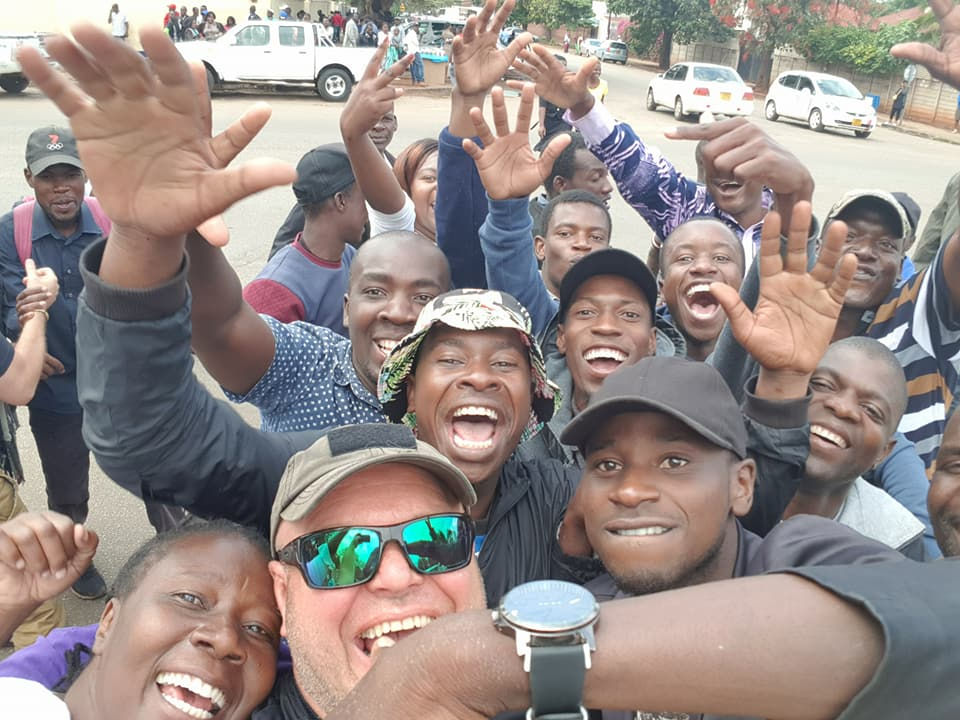
21 noiembrie: Președintele statului Zimbabwe, Robert Mugabe, și-a dat demisia. În vârstă de 93 de ani, și după 37 de ani la putere, anunțul demisiei a fost primit cu o explozie de bucurie pe străzile capitalei Harare.

- 5 noiembrie: Peste 15.000 de persoane la București și alte câteva mii în mai multe orașe din țară au participat la proteste privind modificările la Legile justiției.[1][2][3]
- 14 noiembrie:  În urma unei lovituri de stat, armata națională a Zimbabwe preia controlul asupra țării, controlează guvernul și parlamentul. Președintele Robert Mugabe este plasat sub arest la domiciliu.
- 15 noiembrie: Salvator Mundi, o pictură semnată de Leonardo da Vinci, este vândută la licitație în New York pentru suma de 450,3 milioane de dolari, stabilind un nou record pentru vânzarea unei opere de artă originale.[4] Recordul precedent a fost deținut de Les Femmes d’Alger de Picasso, care s-a vândut cu 179,4 milioane de dolari. Cu exceptia "Salvatorului Lumii", toate tablorile realizate de Leonardo da Vinci care mai există în prezent, se afla in proprietatea unor muzee sau instituții.
- 21 noiembrie: Printr-un articol publicat în revista britanică Nature, astronomii au confirmat că asteroidul neobișnuit detectat la 19 octombrie provine dintr-un alt sistem solar. Asteroidul numit ʻOumuamua (mesager în limba hawaiană) măsoară un diametru de 400 de metri, are forma unei țigări, zboară cu o viteză de 38,3 km/s și în ianuarie 2019 va părăsi sistemul nostru solar îndreptându-se spre constelația Pegas. La 14 octombrie s-a aflat la cea mai mică distanță față de Terra, la circa 15 milioane de kilometri.
- 21 noiembrie: Președintele statului Zimbabwe, Robert Mugabe, și-a dat demisia. În vârstă de 93 de ani, și după 37 de ani la putere, anunțul demisiei a fost primit cu o explozie de bucurie pe străzile capitalei Harare. Armata preluase puterea printr-o lovitură de stat la 14 noiembrie.[5]
- 22 noiembrie: Tribunalul Penal Internațional pentru fosta Iugoslavie îl condamnă pe Ratko Mladić la închisoare pe viață după un proces de cinci ani pentru genocid, crime de război și crime împotriva umanității.[6]
- 24 noiembrie: Cel puțin 305 persoane au fost ucise într-un atac terorist la o moschee în Bir al-Abed, Egipt.
- 26 noiembrie: Proteste în România împotriva legilor justiției și a modificărilor la codul fiscal. În București numărul protestatarilor a fost estimat de la peste 10.000 de oameni[7] la aproximativ  30.000  de oameni[8], cele mai multe surse indicând peste 20.000[9][10][11]; alte câteva mii de oameni au participat în marile orașe ale țării.
- 29 noiembrie: Fostul lider al forțelor militare croato-bosniace în războiul din perioada 1992-1995, generalul Slobodan Praljak, s-a sinucis cu cianură în timpul citirii sentinței în sala Tribunalului Penal Internațional pentru fosta Iugoslavie de la Haga.[12]

## Decese
- 1 noiembrie: Boris Dubosarschi, 70 ani, compozitor, profesor de muzică și violonist sovietic și moldovean (n. 1947)
- 4 noiembrie: Ioan Moisin, 70 ani, inginer și om politic român (n. 1947)
- 5 noiembrie: Isabel din Brazilia, 73 ani,  prințesă a Braziliei (n. 1944)
- 5 noiembrie: Elena Lagadinova, 87 ani, agronomă bulgară (n. 1930)
- 6 noiembrie: Karin Dor, 79 ani, actriță germană (n. 1938)
- 7 noiembrie: Brad Harris, 84 ani, actor american (n. 1933)
- 11 noiembrie: Cornelia Sideri, 78 ani, caiacistă română (n. 1938)
- 15 noiembrie: Lil Peep (n. Gustav Elijah Åhr), 21 ani, rapper și cântăreț american (n. 1996)
- 16 noiembrie: Maria Vodă Căpușan, 76 ani, teoreticiană, critică literară și teatrologă română (n. 1940)
- 17 noiembrie: Nicolae Costake, 85 ani, inginer român (n. 1932)
- 17 noiembrie: Salvatore Riina, 87 ani, membru al mafiei siciliene (n. 1930)
- 17 noiembrie: Pan Solcan, 93 ani, romancier român (n. 1924)
- 18 noiembrie: Azzedine Alaia, 77 ani, designer francez, născut în Tunisia, unul dintre cei mai reprezentativi designeri haute couture (n. 1940)
- 19 noiembrie: Charles Manson (n. Charles Milles Maddox), 83 ani, criminal american (n. 1934)
- 19 noiembrie: Jana Novotná, 49 ani, tenismenă profesionistă cehă (n. 1968)
- 22 noiembrie: Dmitri Hvorostovski, 55 ani, bariton rus de renume mondial, Artist al Poporului (n. 1962)
- 23 noiembrie: Donal Creed, 93 ani, om politic irlandez, membru al Parlamentului European (1973–1977), (n. 1924)
- 23 noiembrie: Stela Popescu, 81 ani, actriță română (n. 1935)
- 24 noiembrie: Cornel Pelmuș, 84 ani, scrimer olimpic român (sabie), (n. 1933)
- 25 noiembrie: Rance Howard (n. Harold Rance Beckenholdt), 89 ani, actor american, scenaríst, producător și regizor de film (n. 1928)
- 27 noiembrie: Cristina Stamate, 71 ani, actriță română (n. 1946)
- 28 noiembrie: Anna Nemetz-Schauberger, 73 ani,  handbalistă de origine germană din România, campioană mondială și multiplă campioană națională (n. 1944)
- 28 noiembrie: Shadia, 83 ani, actriță și cântăreață egipteană (n. 1934)
- 30 noiembrie: Marina Popovici, 86 ani, femeie-colonel, inginer al Forțelor Aeriene Sovietice și pilot de testare sovietică (n. 1931)